# Тарасова, Мария Викторовна
Мария Викторовна Тарасова (12 июля 1913 — 14 ноября 1971) — передовик советского сельского хозяйства, бригадир комплексной бригады колхоза «Советская Россия» Бударинского района Сталинградской области, Герой Социалистического Труда (1958).

## Биография
Родилась в 1913 году на хуторе Карпушинском станицы Аннинской области Войска Донского в казачьей русской семье.
В четырнадцатилетнем возрасте начала трудовую деятельность в местном товариществе по совместной обработке земли. С 1929 года член сельхозартели имени С.М.Будённого.  
В 1938 году избрана и работала председателем Звездковского сельского Совета депутатов трудящихся. В 1941 году перешла на работу заведующей животноводческой фермой колхоза имени Калинина Бударинского района Сталинградской области. В 1955 году была назначена бригадиром комплексной бригады колхоза "Советская Россия". Умело руководила коллективом, добивалась высоких урожаев и активно внедряла агрономическую науку.
В 1957 году её бригада сумела получить высокий урожай зерновых по 21,8 центнера с гектара на площади 1200 гектаров.   
«За выдающиеся успехи, достигнутые в деле увеличения производства зерна и других продуктов сельского хозяйства», указом Президиума Верховного Совета СССР от 20 ноября 1958 года Марии Викторовне Тарасовой было присвоено звание Героя Социалистического Труда с вручением ордена Ленина и медали «Серп и Молот». 
Продолжала и дальше трудиться в сельском хозяйстве.  
Проживала в хуторе Звёздка Черкесовского сельсовета. Умерла 14 ноября 1971 года.

## Награды
За трудовые успехи была удостоена:
- золотая звезда «Серп и Молот» (20.11.1958);
- орден Ленина (20.11.1958);
- другие медали.